# Crystal Reports
Crystal Reports is een business intelligence-applicatie die gebruikt wordt om rapporten vanuit diverse gegevensbronnen te ontwerpen en te produceren. Diverse andere applicaties, zoals Microsoft Visual Studio, bevatten een OEM-versie van Crystal Reports. Crystal Reports werd dé 'de facto' rapporteertool toen Microsoft het leverde bij Visual Basic.

## Rapporten maken
Gebruikers installeren Crystal Reports op een computer en gebruiken het vervolgens om regels en kolommen in databases te selecteren. (zie ondersteunende databronnen). Hierbij is het mogelijk een selectie van gegevens te maken, door gebruik te maken van formules en criteria. Door de juiste criteria en selectieformules te gebruiken, worden alleen de gewenste gegevens in het rapport weergegeven. Gebruikers kunnen vervolgens de data in het rapport rangschikken in de gewenste indeling en opmaak. Zodra het rapport klaar is wordt dit opgeslagen als bestand met de extensie RPT. Het rapport kan ieder gewenst moment worden uitgevoerd door het RPT-bestand te openen en de data 'te verversen'. Als de brongegevens ververst zijn dan geeft het rapport deze aanpassingen weer. Het rapport kan worden bekeken op het scherm, geprint op papier of worden geëxporteerd naar verschillende bestandsformaten zoals PDF, Excel, text of CSV.
Rapporten kunnen variëren van simpele kolommenlijstjes tot uitgebreide overzichten met diverse soorten grafieken, kruistabellen en geneste subrapporten. Crystal Reports is ontworpen voor het maken van kwaliteitsrapporten en heeft uitgebreide opmaakmogelijkheden.

## Rapporten lokaal uitvoeren
De ontwerper kan de rapporten desgewenst in de Crystal Reports-ontwerpomgeving uitvoeren. Wanneer de ontwerper dit doet, heeft hij of zij de mogelijkheid iedere eigenschap van het rapport aan te passen. De ontwerper kan ook varianten van het rapport maken door het aangepaste RPT-bestand op te slaan onder een andere naam.
Crystal Reports-rapporten kunnen worden uitgevoerd zonder dat de gehele designersoftware wordt geïnstalleerd. Het rapport kan worden uitgevoerd door gebruik te maken van een third-party (onafhankelijk van Business Objects) computerprogramma. Hiervan zijn diverse viewers, schedulers, en rapportverspreidingstools.
Om de rapporten uit te voeren moet zo'n third-party computerprogramma geïnstalleerd zijn. Dit programma maakt het mogelijk het RPT-bestand te openen, te verversen, te bekijken, af te drukken of te exporteren. In 2007 kwam Business Objects met een eigen viewer Crystal Reports Viewer XI. In tegenstelling tot de onafhankelijke programma's is het met deze viewer niet mogelijk de data te verversen. Er kan alleen de statische data dat in het RPT-bestand opgeslagen is worden bekeken. Sommige van de onafhankelijke viewers hebben andere mogelijkheden zoals het uitvoeren van het rapport op vooraf ingestelde tijdstippen. Andere weer maken het mogelijk om de rapportages te distribueren via e-mail.
Crystal Reports wordt geleverd met een set ActiveX-controls die, wanneer ze worden toegevoegd aan een eigen applicatie, rapporten tonen.

## Rapporten uitvoeren op het web
Crystal Reports kunnen ook uitgevoerd worden vanuit een webportal. Business Objects heeft vier webportalproducten:
- Business Objects Enterprise (Enterprise)
- Business Objects Edge Series (Mid Market)
- Crystal Reports Server (Small-Medium)
- crystalreports.com (Hosted Report-Sharing Service)

Onafhankelijke leveranciers hebben ook webportalproducten voor Crystal Reports, zoals:
- RippleStone
- RePORTAL

## Oorsprong
Crystal Reports is oorspronkelijk gemaakt door Crystal Services Inc., die versie 1.0 tot en met 3.0 uitbrachten. Het bedrijf werd later overgenomen door Seagate Software, dat zichzelf later naar Crystal Decisions hernoemde en versie 4.0 tot en met 9.0 uitbracht. Crystal Decisions werd in december 2003 overgenomen door Business Objects, dat de versies 10 en 11 (XI) en de huidige versie 12 (2008) uitbracht. Op 7 oktober 2007 is Business Objects overgenomen door SAP AG.

## Ondersteunde databronnen
Toegankelijke databronnen zijn o.a.:
- Databases zoals Sybase, IBM DB2, Ingres, Microsoft Access, Microsoft SQL Server, MySQL, Interbase en Oracle
- Btrieve
- Spreadsheets zoals Microsoft Excel
- Tekstbestanden
- XML-bestanden
- Groupware applicaties zoals Lotus Notes, Microsoft Exchange en Novell GroupWise
- Iedere andere databron die benaderbaar is door middel van een webservice, ODBC, JDBC of OLAP.